# (29197) Gleim
(29197) Gleim est un astéroïde de la ceinture principale.

## Description
(29197) Gleim est un astéroïde de la ceinture principale. Il fut découvert le 15 janvier 1991 à Tautenburg par Freimut Börngen. Il présente une orbite caractérisée par un demi-grand axe de 2,46 UA, une excentricité de 0,18 et une inclinaison de 0,1° par rapport à l'écliptique.

## Compléments